# 궤도선

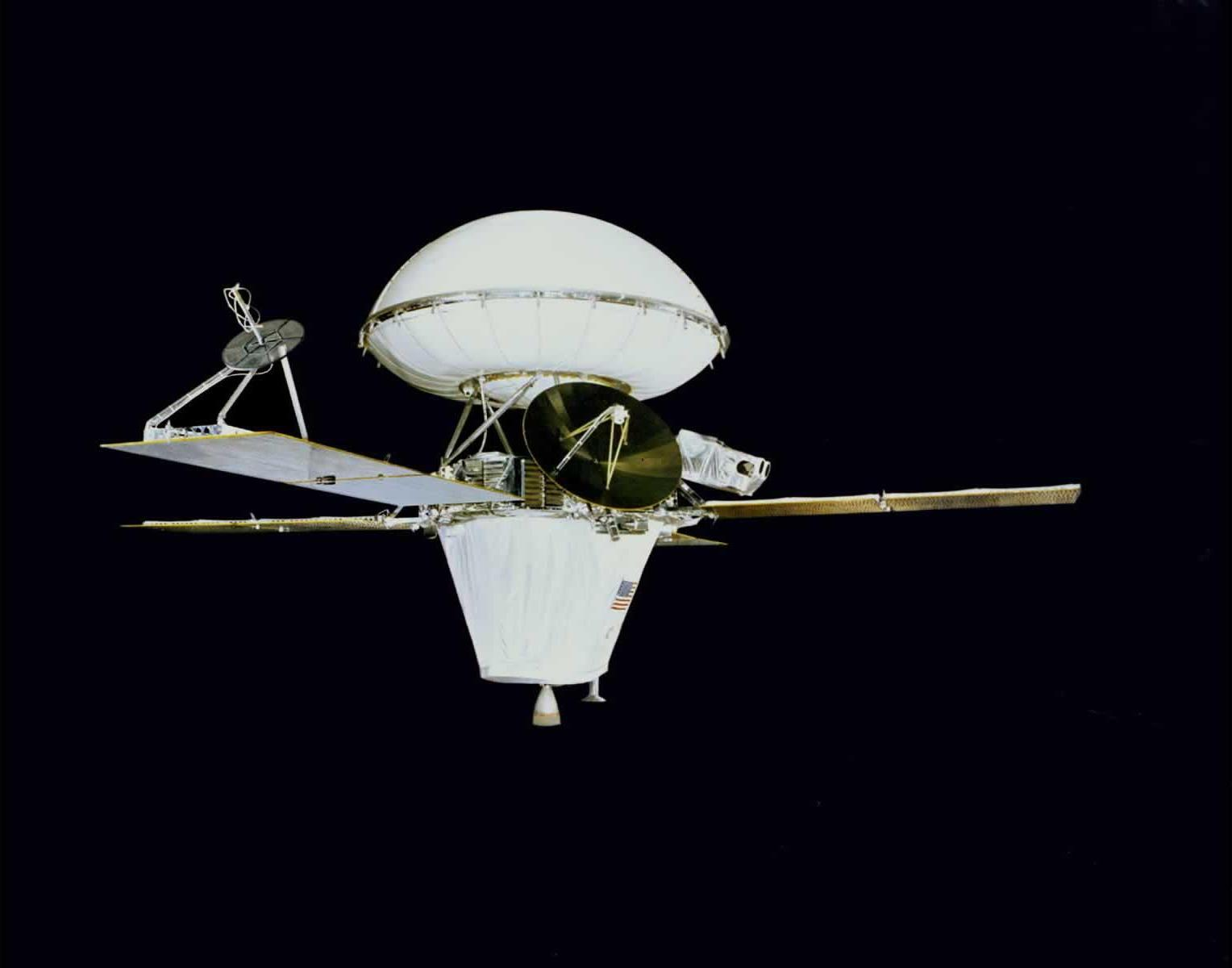
타원형의 착륙선이 장착된 바이킹 2호

궤도선(軌道船, orbiter 오비터[*])은 행성 또는 다른 천체의 주위를 공전하는 우주선이다.